# Baicalasellus minutus
Baicalasellus minutus és una espècie de crustaci isòpode pertanyent a la família dels asèl·lids.

## Hàbitat i distribució geogràfica
Es troba al llac Baikal sobre substrats pedregosos a 10-20 m de fondària.